# وان منهتن وست
وان منهتن وست (به انگلیسی: One Manhattan West) یک آسمان‌خراش اداری ۶۷ طبقه در ۳۹۵ خیابان نهم در منهتن غربی در شهر نیویورک، ایالات متحده است. این برج که توسط اسکیدمور، اوینگز و مریل طراحی شده است، در سال ۲۰۱۹ تکمیل شد و دومین برج پس از ساختمان یوجین است که در این پروژه کامل شده است. این برج دارای طراحی مستطیل شکل با یک دیوار پرده‌ای حاوی لعاب عایق است. و همچنین یک هسته مکانیکی بتن آرمه دارد. از آنجایی که این ساختمان تا حدی بر روی مجموعه ای از خطوط راه‌آهن قرار دارد، هسته مکانیکی بیشتر بار ساختمان را تحمل می‌کند.
وان منهتن وست به عنوان بخشی از پروژه منهتن غربی ساخته شد، که مدیریت دارایی بروکفیلد شروع به خرید زمین در دهه ۱۹۸۰ کرد. کار بر روی ساختمان در آوریل ۲۰۱۵ آغاز شد و ساختمان به‌طور رسمی در ۳۰ اکتبر ۲۰۱۹ گشایش یافت. از سال ۲۰۲۲، مدیریت دارایی بروکفیلد، سازمان سرمایه‌گذاری قطر و گروه بلک‌استون مالک این ساختمان هستند.

## معماری
وان منهتن وست توسط اسکیدمور، اوینگز و مریل با ارتفاع ۹۹۶ فوت (۳۰۴ متر) و در ۶۷ طبقه با مجموع ۱۷۱٬۰۰۰ متر مربع (۱٬۸۴۰٬۶۰۰ فوت مربع) مساحت طراحی شده است.
این ساختمان در ۳۹۵ خیابان نهم در منهتن غربی قرار دارد.